# Spaanse keizerarend
De Spaanse keizerarend of Iberische keizerarend (Aquila adalberti) is een arend uit het geslacht Aquila ("echte arenden") die alleen in Spanje en Portugal voorkomt. De wetenschappelijke naam is een eerbetoon aan Adalbert Willem van Beieren.

## Kenmerken
De Spaanse keizerarend is ongeveer even groot als de gewone keizerarend, de vogels worden 75 tot 85 cm lang, met een vleugelspanwijdte van 1,8 tot 2,1 m, een gewicht van 2,8 tot 3,5 kg. Volwassen vogels zijn donkerder van kleur dan de keizerarend, met een kenmerkende witte voorrand van onder- en bovenvleugel. Onvolwassen vogels zijn juist weer lichter, egaal kaneelbruin.

## Taxonomie
De Spaanse keizerarend is nauw verwant aan de keizerarend (Aquila heliaca). Tot in de jaren 1990 werd gedacht dat de Spaanse keizerarend een ondersoort was van de keizerarend maar sinds de eeuwwisseling wordt de Spaanse keizerarend beschouwd als een aparte soort.

## Verspreiding en leefgebied
Deze arend komt alleen voor in ZW en Centraal Spanje en sinds enkele jaren weer in Oost Portugal. De Spaanse keizerarend broedt in Mediterrane bossen en open boomweiden (Dehesas) met kurkeiken en steeneiken, hoewel ze in de Coto Doñana ook broeden in parasoldennen en in het Castilliaans scheidingsgebergte in grove dennen en andere naaldbomen. De grootste dichtheden van deze soort komen voor in Nationaal Park Monfragüe (Extremadura), hier leven nog zo'n 10 broedparen. De afgelopen 20 jaar heeft de soort zijn verspreidingsgebied aanzienlijk uit kunnen breiden en nieuwe paren zijn ook begonnen met broeden in meer in cultuur gebracht landschap met kleine bosschages met geschikte nestbomen (zelfs in aangeplante Eucalyptus bomen). Een vereiste is wel dat er konijnen voorkomen en dat er weinig menselijke verstoring optreedt. 
De Spaanse keizerarend overwintert in zijn broedgebied. De Oostelijke keizerarend trekt dan naar het zuidoosten. De arend voedt zich hoofdzakelijk met konijnen maar ook knaagdieren, duiven, kraaien, eenden en vossen staan op zijn menu.
In Nederland bestaat één bevestigde waarneming uit mei 2007.

## Status
In de jaren 1960 werd de soort met uitsterven bedreigd, door inperking van het leefgebied en illegale vergiftiging. Er waren toen nog maar 30 broedparen. In de jaren 1980 begon een aarzelend herstel tot 148 paar in 1994. Na een inzinking zette dit herstel door. In 2007 waren er 232 paren in Spanje en drie in Portugal. Deze toename kan mogelijk ook veroorzaakt zijn door beter onderzoek. De laatste jaren zijn de aantallen verder toegenomen en BirdLife International houdt in 2020 een schatting aan van 1060-1080 volwassen vogels. Toch blijft deze soort nog steeds als kwetsbaar op de Rode Lijst van de IUCN.